# Fue un placer conocerte: Gracias Juan Gabriel, vol. 1
Fue un placer conocerte: Gracias Juan Gabriel, vol. 1 es el álbum número 27 del cantante mexicano Pepe Aguilar, lanzado el 30 de noviembre de 2018. El álbum contiene 12 canciones como un homenaje a Juan Gabriel. Este álbum está producido bajo el sello independiente Equinoccio Records.

## Lista de canciones
Todas las canciones escritas y compuestas por Juan Gabriel. 
| N.º   | Título                                         | Duración |  |
| 1.    | «No vale la pena»                              | 2:34     |  |
| 2.    | «Se me olvidó otra vez»                        | 3:00     |  |
| 3.    | «Costumbres»                                   | 4:44     |  |
| 4.    | «Fue un placer conocerte» (con Ángela Aguilar) | 3:30     |  |
| 5.    | «La diferencia»                                | 3:02     |  |
| 6.    | «Ya lo sé que tu te vas»                       | 3:44     |  |
| 7.    | «No me vuelvo a enamorar»                      | 3:28     |  |
| 8.    | «No vuelvo a molestarte»                       | 2:24     |  |
| 9.    | «Yo no nací para amar»                         | 4:29     |  |
| 10.   | «Perdóname, olvídalo» (con Filippa Giordano)   | 3:49     |  |
| 11.   | «Te voy a olvidar»                             | 3:25     |  |
| 12.   | «Hasta que te conocí»                          | 7:03     |  |
| 45:12 |                                                |          |  |